# Kiss on My List
Kiss on My List is een nummer van het Amerikaanse muziekduo Hall & Oates. Het is de derde single van hun negende studioalbum Voices uit 1980. In november van dat jaar werd het eerst in de VS en Canada op single uitgebracht. Op 24 januari 1981 werd het nummer in Europa, Australië en Nieuw-Zeeland op single uitgebracht.
Het nummer wordt gekenmerkt door een intro met piano en een herkenbare en pakkende melodie in de Rock and Soul-stijl van het duo.

## Achtergrond
Daryl Hall schreef Kiss on My List samen met Janna Allen, co-auteur van meer hits van Hall & Oates. Zij was de zus van Halls vriendin Sara Allen en was geïnteresseerd in een zangcarrière. Hall nam een demoversie voor haar op als leidraad, maar toen zijn manager de tape met de demo erop in de studio vond, drong hij erop aan dat Hall en Oates het nummer zelf op moesten nemen. Er werd geen nieuwe opname gemaakt, wel werden achtergrondzang en bijkomende instrumenten aan de demo toegevoegd. Zo bediende John Oates elektronische drums van het type Roland CR-78, gecombineerd met overdubs van een door Jerry Marotta bespeeld 'echt' drumstel.

## Hitnoteringen
De plaat behaalde in thuisland de Verenigde Staten de nummer 1-positie in de Billboard Hot 100 en behield die gedurende drie weken. 
In Nederland werd de plaat regelmatig gedraaid op Hilversum 3 en werd een radiohit. Desondanks werden de destijds drie landelijke hitlijsten (Nederlandse Top 40, Nationale Hitparade en de TROS Top 50) op de nationale publieke popzender niet bereikt. De plaat bleef steken op een 10e positie in de Tipparade, Ook in de Europese hitlijst op Hilversum 3, de TROS Europarade, werd geen notering behaald.
In België bereikte de plaat de 10e positie in de voorloper van de Vlaamse Ultratop 50. In de Vlaamse Radio 2 Top 30 en in Wallonië werd geen notering behaald.
In de sinds december 1999 jaarlijks uitgezonden NPO Radio 2 Top 2000 van de Nederlandse publieke radiozender NPO Radio 2, stond de plaat alleen in de allereerste editie in 1999 genoteerd met een 1614e positie.

### NPO Radio 2 Top 2000
Kiss on My List stond alleen in 1999 in de NPO Radio 2 Top 2000, op plek 1614.

## Band
- Daryl Hall – leadzang, keyboards, synthesizers
- John Oates – achtergrondzang, 6 en 12-snarige gitaar, drummachine
- John Siegler – basgitaar
- Jerry Marotta – drums

Extra
- Jeff Southworth – leadgitaar